# Insel
Insel este o arie protejată (arie specială de conservare — SAC, sit de importanță comunitară — SCI) din Republica Cehă întinsă pe o suprafață de 0,45 ha, integral pe uscat.

## Localizare
Centrul sitului Insel este situat la coordonatele 49°01′10″N 17°23′03″E / 49.019444°N 17.384167°E.

## Înființare
Situl Insel a fost declarat sit de importanță comunitară în aprilie 2005 pentru a proteja 1 specie de animale. Situl a fost protejat și ca arie specială de conservare în martie 2016.

## Biodiversitate
Situată în ecoregiunea panonică, aria protejată nu include niciun habitat protejat.
La baza desemnării sitului se află o specie protejată de  pești: boarță (Rhodeus amarus).